# Église Saint-Rémi d'Amiens
L'église Saint-Rémi est une église paroissiale catholique située dans le centre-ville d'Amiens, dans le département de la Somme.

## Histoire du monument
L'église actuelle, construite à la fin du XIXe siècle en style néogothique, se substitua à l'ancienne église Saint Rémi qui se trouvait non loin de la cathédrale et qui fut supprimée à la Révolution, vendue comme bien national et démolie. À la fin du XIXe siècle, une nouvelle église fut construite un peu plus loin, à l'emplacement de l'ancienne église du couvent des cordeliers, sous l'impulsion du curé de la paroisse, Louis  Eugène Debeaumont (1818-1891) et d’après les plans de l'architecte Paul Delefortrie.
La construction débuta en 1889 mais fut interrompue en 1891 du fait de son coût élevé, ce qui fait que seuls le chœur et le transept furent édifiés. Les orgues furent inaugurées en 1900. Après la Grande Guerre, l'architecte Pierre Ansart édifia la sacristie. Le 17 août 2001, l'église et la sacristie furent inscrites au titre des monuments historiques. L'église est confiée par le diocèse à la communauté catholique de langue polonaise.

## Architecture et décoration

### Extérieur
L'église Saint-Rémi est de style néogothique et frappe par sa majesté et sa luminosité dues à son élévation sur trois niveaux. Un clocher a été construit au croisement des combles de la nef et du transept.

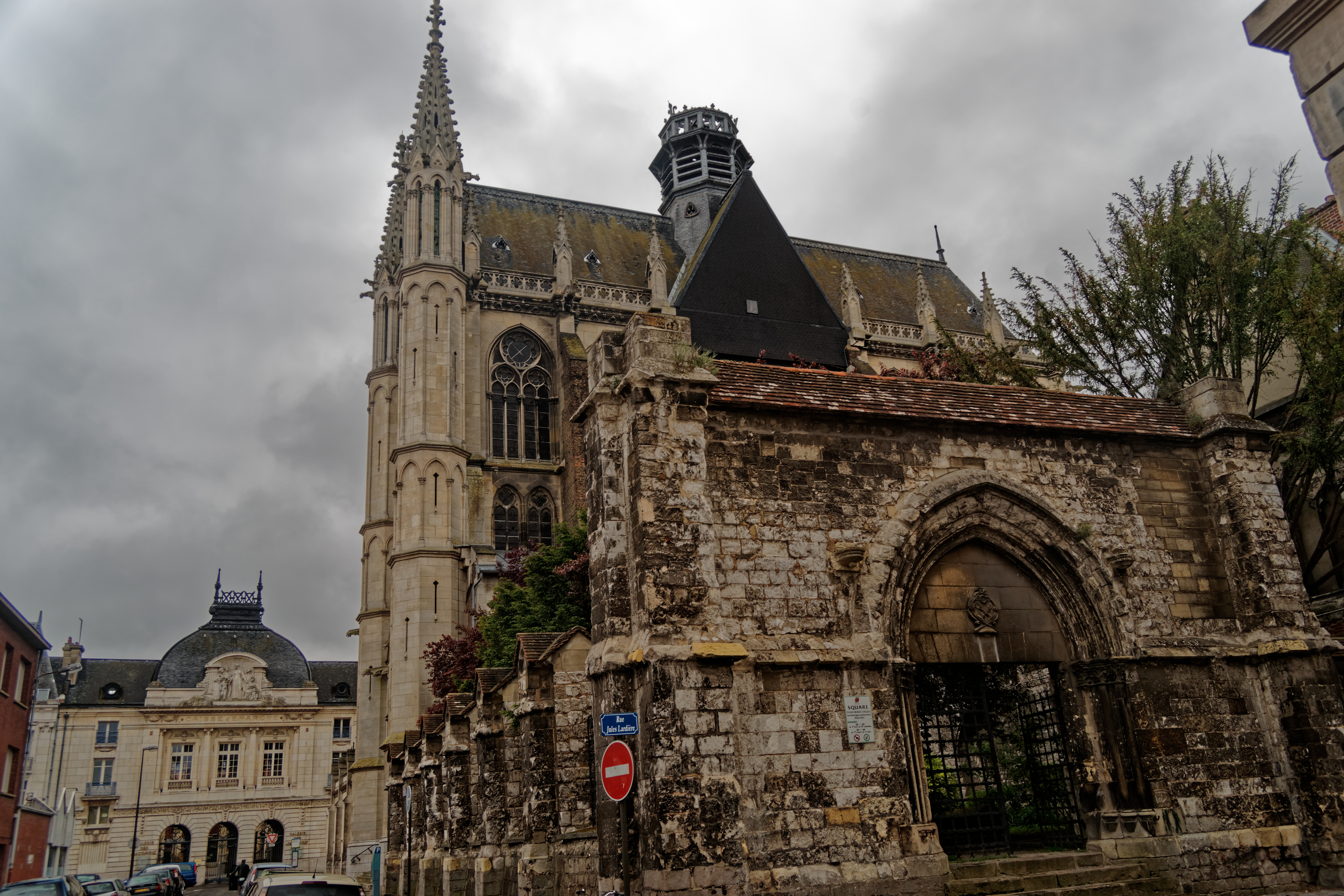
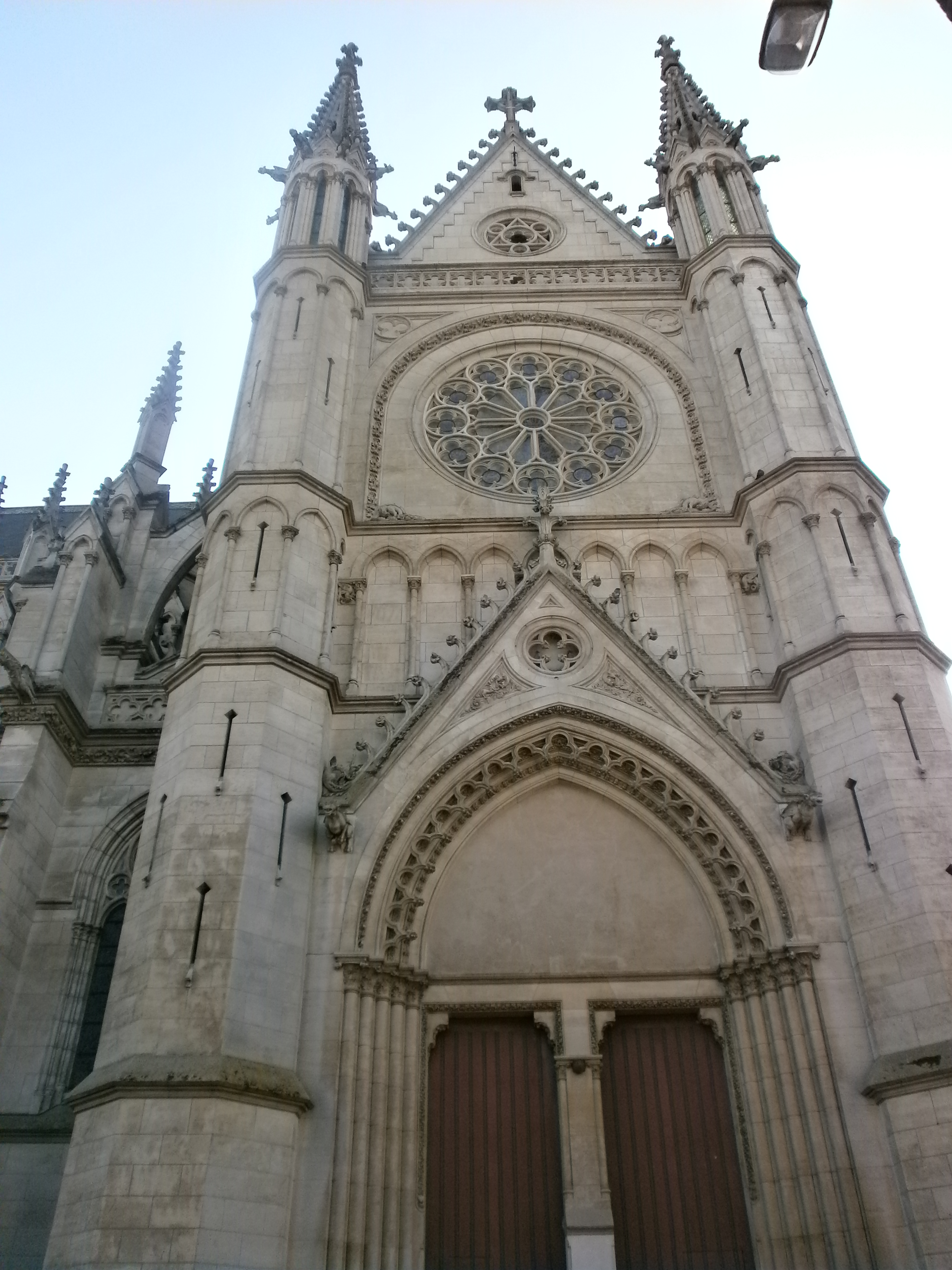
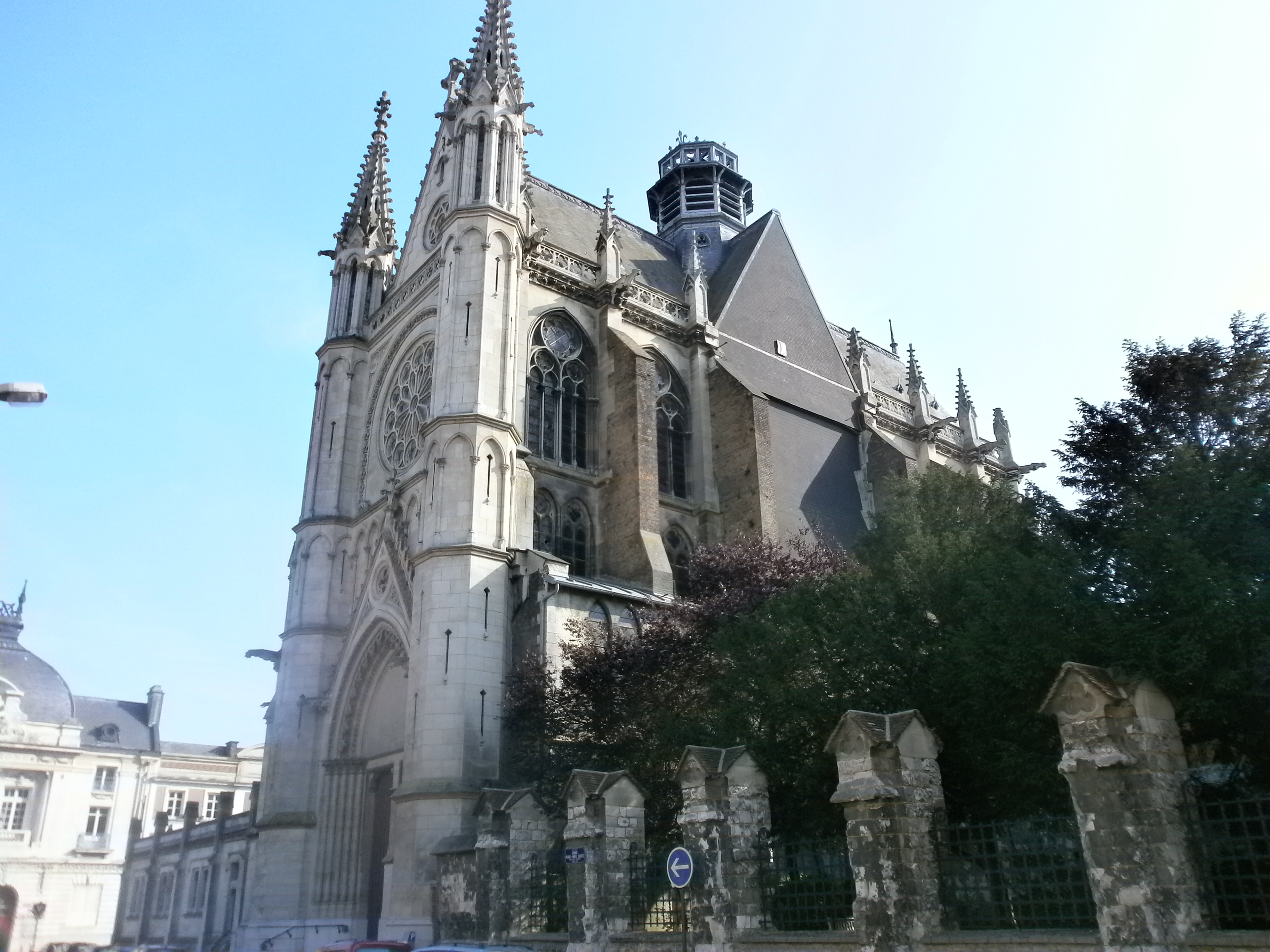

### Intérieur
Les verrières réalisées par la Maison Hutin de Reims représentent, dans l'abside l'histoire de saint Rémi, au triforium l'histoire des cordeliers (franciscains). Les vitraux furent restaurés ou remplacés dans l'entre-deux-guerres par Gérard Ansart. Les fenêtres hautes représentent les douze apôtres, la Trinité et la Vierge.
Dans l'église Saint-Rémi a été replacé le tombeau de Nicolas de Lannoy et de Magdelaine de Mutterel, réalisé par Nicolas Blasset. À l'origine, le tombeau était situé dans le chœur de l'ancienne église conventuelle des cordeliers. Il fut démonté en 1889 et remonté dans la nouvelle église. Une inscription précise que le monument fut offert aux religieux cordeliers en 1631 par la famille de Lannoy. L´artiste s’inspira du modèle des tombeaux royaux pour les priants, les transis et les vertus cardinales, cas unique dans le Nord de la France, du tombeau à double représentation. Nicolas Blasset a également réalisé une Vierge à l'Enfant ou Notre-Dame des Victoires dite encore Vierge de Condé car offerte par le Grand Condé après sa victoire à la Bataille de Rocroi, classée monument historique, le 21 mars 1904.
Les frères Basiliens de Valloires construisirent un orgue en 1842 dans l'ancienne église des cordeliers. En 1900, Salomon Van Bever reconstruisit un orgue neuf avec l'ancien matériel et l'ancien buffet.
Dans la chapelle de la Vierge, l'Antependium de l'autel est composé de deux bas-reliefs en marbre blanc représentant La Cène et l'Adoration des Mages daté de 1679, provenant de l'abbaye de Corbie. Ces deux bas-reliefs sont classés monuments historiques, depuis le 5 juin 1907 au titre d'objet.
L'église Saint-Rémi renferme également un certain nombre d'objets inscrits monuments historiques au titre d'objet, le 23 avril 1982, :
- Bas-relief de l'Annonciation du XVIe siècle ;
- Bas-relief à têtes d'ange et cœur rayonnant du XVIIIe siècle ;
- Bas-relief La Bataille de Tolbiac d'Albert Roze ;
- Tableau, Les Pèlerins d'Emmaüs de Jules Boquet ;
- Reliquaire de la Sainte Larme de Selincourt de Placide Poussielgue-Rusand[6].